# Spudaea griseaornata
Spudaea griseaornata är en fjärilsart som beskrevs av Barend J. Lempke 1941. Spudaea griseaornata ingår i släktet Spudaea och familjen nattflyn. Inga underarter finns listade i Catalogue of Life.